# Nepenthes pervillei
Espèce
Classification phylogénétique
Statut de conservation UICN

 LC  : Préoccupation mineure
Statut CITES
Nepenthes pervillei est une plante insectivore endémique des îles Seychelles dans l'Océan Indien. Cette espèce pousse aux sommets des monts granitiques à une altitude comprise entre 350 m et 500 m.

## Étymologie
L'espèce tire son nom du collectionneur Français Auguste Pervillé.